# وگنارشیسم

پرچم سبز و سیاه وگنارشیسم

وگنارشیسم یکی از جنبش‌های نوپای حمایت از حقوق حیوانات و ترکیبی از دو ایدئولوژی آنارشیسم و وگنیسم (گیاه‌خواری) می‌باشد؛ همانطور که در آنارشیسم، حضور دولت و قدرت مرکزی سیاسی را برای سلامت جامعه انسانی مضر می‌دانند؛ در وگنارشیسم حضور قدرت مرکزی را برای سلامت جمعیت‌های حیوانی نیز مخاطره‌انگیز می‌دانند.

## تاریخچه
اصطلاح وگنارشیسم برای اولین بار در سال ۱۹۹۵ توسط برایان ای. دومینیک در کتاب آزادسازی حیوانات و انقلاب اجتماعی (Animal Liberation and Social Revolution) مطرح شد و مورد استقبال عموم قرار گرفت.
جریان وگنارشیسم تأکید بر آزادی حیوانات در جوامع و محفل‌های آنارشیستی داشته، آموزه‌های آنارشیستی و وگنیسم را ادغام کرده و آن را در زیر شعار نه گوشت، نه شیر، نه ارباب (No Meat، No Milk، No Masters) ارائه می‌دهد.